# Het monster in de ruïne
Het monster in de ruïne is het 101ste stripverhaal van Jommeke. De reeks wordt getekend door striptekenaar Jef Nys.

## Verhaal
Op een dag doet Professor Burton een bijzondere ontdekking in het Amazonewoud. Hij vindt er, samen met zijn kompaan Jari, een beeld van een monster. De professor vraagt zich af van welke cultuur dit beeldje afkomstig zou kunnen zijn. Om dit mysterie te ontrafelen roept hij de hulp in van zijn oude schoolkameraad, Professor Gobelijn. Uiteindelijk zullen Jommeke, Filiberke en Flip Professor Gobelijn vervoegen in de zoektocht naar het mysterie. Een zoektocht die zich afspeelt diep in het Amazonegebied waar de dieren veel groter zijn dan normaal.